# كنز

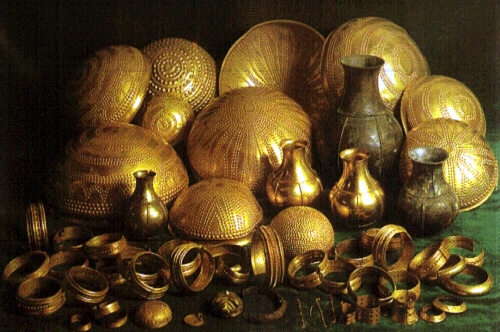
كنز أوروبي يعود إلى فترة ما قبل التاريخ

الكنز هو مجموعة من المواد والأشياء الثمينة تكون عادة مخبأة أو ضائعة، ويعرف الكنز في علم الآثار بكونه اكتشافاً يحتوي على قطعتين نقديتين على الأقل في مكان واحد.

## المعنى اللغوي
الكنز اسم للمال إذا أحرز في وعاء ولما يحرز فيه، وقيل: الكنز المال المدفون، وجمعه كنوز، كنزه يكنزه كنزا واكتنزه. ويقال: كنزت البر في الجراب فاكتنز، وتسمي العرب كل كثير مجموع يتنافس فيه كنزا.
الكنز في الأصل المال المدفون تحت الأرض فإذا أخرج منه الواجب عليه لم يبق كنزا وإن كان مكنوزا، وهو حكم شرعي تجوز فيه عن الأصل.
وفي حديث: «عن أبي ذر رضي الله عنه: بشر الكنازين برضف من جهنم»
هم جمع كناز وهو المبالغ في كنز الذهب والفضة وادخارهما وترك إنفاقهما في أبواب البر، واكتنز الشيء: اجتمع وامتلأ، وكنز الشيء في الوعاء والأرض يكنزه كنزا: غمزه بيده.
وفي حديث:
«أبي هريرة رضي الله عنه قال: قال رسول الله ﷺ: يذهب كسرى فلا كسرى بعده، ويذهب قيصر فلا قيصر بعده، والذي نفسي بيده لتنفقن كنوزهما في سبل الله»

## استعمالات أخرى
جاء في الحديث: «ألا أعلمك كنزا من كنوز الجنة: لا حول ولا قوة إلا بالله»، وفي رواية: «لا حول ولا قوة إلا بالله كنز من كنوز الجنة» أي أجرها مدخر لقائلها والمتصف بها كما يدخر الكنز.
ابن عباس في قوله تعالى في الكهف: ﴿وكان تحته كنز لهما﴾ قال: ما كان ذهبا ولا فضة ولكن كان علما وصحفا.
وفي الحديث: أعطيت الكنزين: الأحمر والأبيض، قال شمر: قال العلاء بن عمرو الباهلي الكنز الفضة في قوله: 
.

## في الشرع الإسلامي

### كنز المال
كنز المال أو كنز الذهب والفضة، في مصطلح الشرع هو: النقد من (الذهب والفضة) الذي لا تؤدى زكاته الواجبة فيه، سواء كان في باطن الأرض أو ظاهرها، وفي الحديث: «كل ما لا تؤدى زكاته فهو كنز» وعدم إيتاء الزكاة مناف للحكمة التي خلق الله تعالى النقد من أجلها، والتي تحصل في إنفاقه.

### بالمعنى الشرعي
قال الله تعالى:
﴿يَا أَيُّهَا الَّذِينَ آمَنُوا إِنَّ كَثِيرًا مِنَ الْأَحْبَارِ وَالرُّهْبَانِ لَيَأْكُلُونَ أَمْوَالَ النَّاسِ بِالْبَاطِلِ وَيَصُدُّونَ عَنْ سَبِيلِ اللَّهِ وَالَّذِينَ يَكْنِزُونَ الذَّهَبَ وَالْفِضَّةَ وَلَا يُنْفِقُونَهَا فِي سَبِيلِ اللَّهِ فَبَشِّرْهُمْ بِعَذَابٍ أَلِيمٍ ۝٣٤ يَوْمَ يُحْمَى عَلَيْهَا فِي نَارِ جَهَنَّمَ فَتُكْوَى بِهَا جِبَاهُهُمْ وَجُنُوبُهُمْ وَظُهُورُهُمْ هَذَا مَا كَنَزْتُمْ لِأَنْفُسِكُمْ فَذُوقُوا مَا كُنْتُمْ تَكْنِزُونَ ۝٣٥﴾ [التوبة:34–35]
زكاة المال
قال الطبري:
«واختلف أهل العلم في معنى الكنـز.
فقال بعضهم: هو كل مال وجبت فيه الزكاة، فلم تؤدَّ زكاته. قالوا: وعنى بقوله: ﴿ولا ينفقونها في سبيل الله﴾، ولا يؤدُّون زكاتها».
«عن ابن عمر قال: كل مال أدَّيت زكاته فليس بكنـز وإن كان مدفونًا. وكل مالٍ لم تؤدَّ زكاته، فهو الكنـز الذي ذكره الله في القرآن، يكوى به صاحبه، وإن لم يكن مدفونًا».
«عن ابن عمر قال: أيُّما مالٍ أدّيت زكاته فليس بكنـز وإن كان مدفونًا في الأرض، وأيُّما مالٍ لم تودِّ زكاته، فهو كنـز يكوى به صاحبه، وإن كان على وجه الأرض».
«عن ابن عمر قال: ما أدّيت زكاته فليس بكنـز وإن كان تحت سبع أرَضِين. وما لم تؤدِّ زكاته فهو كنـز وإن كان ظاهرًا».
وقال آخرون: كل مال زاد على أربعة آلاف درهم فهو كنـز أدَّيت منه الزكاة أو لم تؤدِّ. وقال آخرون: الكنـز كل ما فضل من المال عن حاجة صاحبه إليه.
«وروي عن علي كرم الله تعالى وجهه أنه قال: أربعة آلاف وما دونهما نفقة وما فوقها كنز.
وفي الحديث: كل مال لا تؤدى زكاته فهو كنز».

### من الحديث النبوي
روى البيهقي في السنن الكبرى في: باب ما ورد من الوعيد فيمن كنز مال زكاة ولم يؤد زكاته، حديث:
«عن أبي هريرة قال: قال رسول الله ﷺ: من آتاه الله مالا فلم يؤد زكاته مثل له يوم القيامة شجاعا أقرع له زبيبتان يطوقه يوم القيامة، ثم يأخذ بلهزمتيه -يعني شدقيه- ثم يقول: أنا مالك أنا كنزك، ثم تلا هذه الآية: ﴿ولا يحسبن الذين يبخلون بما آتاهم الله من فضله هو خيرا لهم بل هو شر لهم سيطوقون ما بخلوا به يوم القيامة﴾»

وحديث
«أخبرنا أبو بكر أحمد بن الحسن وأبو زكريا بن أبي إسحاق وغيرهما قالوا: ثنا أبو العباس محمد بن يعقوب، أنبأ الربيع بن سليمان، أنبأ الشافعي، أنبأ سفيان بن عيينة، سمع جامع بن أبي راشد وعبد الملك بن أعين سمعا أبا وائل يخبر
عن عبد الله بن مسعود يقول: سمعت رسول الله صلى الله عليه وسلم يقول: "ما من رجل لا يؤدي زكاة ماله إلا مثل له يوم القيامة شجاعا أقرع يفر منه وهو يتبعه حتى يطوقه في عنقه"، ثم قرأ علينا رسول الله صلى الله عليه وسلم: ﴿سيطوقون ما بخلوا به يوم القيامة﴾».